# Dritëro Agolli

Firma di Dritëro Agolli

Dritëro Agolli (Menkulkas, 13 ottobre 1931 – Tirana, 3 febbraio 2017) è stato uno scrittore e politico albanese.

## Biografia
Ha realizzato i suoi studi superiori ad Argirocastro, completando la sua istruzione universitaria a Leningrado. Si è dedicato soprattutto alla poesia, ma ha anche scritto novelle, brevi storie, saggi e romanzi.

## Opere
- Mesditë, (1969)
- Komisari Memo, (1970) - trad. it. a cura di Mimma Aloisi, "Il commissario Memo", Ed Insieme, 2008
- Shkëlqimi dhe rënia e shokut Zylo, (1973) - trad. it. a cura di F. Cezzi, "Ascesa e caduta del compagno Zylo", Lecce, Argo 1993
- Njeriu me top, (1975)
- Nënë Shqipëri, (1976)
- Trendafili në gotë, (1980)
- Mosha e bardhë, (1985)
- Njerëz të krisur, (1995)
- Shpirti i gjyshërve 101 këngë, (1996)
- Vjen njeriu i çuditshëm, (1996)
- Teshtimat e lirisë. Njeriu, (1997)
- Zhurma e erërave të dikurshme, (1999)
- Gdhihet e ngryset, (2000)
- Dështaku, (2000)